# 第8回ボストン・オンライン映画批評家協会賞
第8回ボストン・オンライン映画批評家協会賞は2019年の映画を対象とした賞で、2019年12月14日に受賞者が発表された。

## 受賞一覧

### 作品トップ10
- 1位 『パラサイト 半地下の家族』
  - 2位 『アンカット・ダイヤモンド』
  - 3位 『アイリッシュマン』
  - 4位 『ワンス・アポン・ア・タイム・イン・ハリウッド』
  - 5位 『マリッジ・ストーリー』
  - 6位 『ストーリー・オブ・マイライフ/わたしの若草物語』
  - 7位 『燃ゆる女の肖像』
  - 8位 『フォードvsフェラーリ』
  - 9位 『フェアウェル』
  - 10位 『アス』

### 監督賞
- ポン・ジュノ - 『パラサイト 半地下の家族』

### 主演男優賞
- アダム・サンドラー - 『アンカット・ダイヤモンド』

### 主演女優賞
- ルピタ・ニョンゴ - 『アス』

### 助演男優賞
- ブラッド・ピット - 『ワンス・アポン・ア・タイム・イン・ハリウッド』

### 助演女優賞
- フローレンス・ピュー - 『ストーリー・オブ・マイライフ/わたしの若草物語』

### 脚本賞
- クエンティン・タランティーノ - 『ワンス・アポン・ア・タイム・イン・ハリウッド』

### 撮影賞
- ロバート・リチャードソン - 『ワンス・アポン・ア・タイム・イン・ハリウッド』

### 編集賞
- セルマ・スクーンメイカー - 『アイリッシュマン』

### 作曲賞
- ダニエル・ロパティン - 『アンカット・ダイヤモンド』

### アニメ映画賞
- 『トイ・ストーリー4』

### 外国語映画賞
- 『パラサイト 半地下の家族』 韓国

### アンサンブル演技賞
- 『ストーリー・オブ・マイライフ/わたしの若草物語』

### ドキュメンタリー映画賞
- 『アポロ11 完全版』